# 히어로엔진
히어로엔진(HeroEngine)은 시뮤트로닉스에서 개발한 3D게임 엔진이다. 처음 개발된 게임으로 자체 개발된 Hero’s Journey가 있고, 현재는 바이오웨어의 스타워즈: 구공화국, 더 리파퓰레이션과 같은 게임이 이 엔진을 사용하여 개발되었다.
2010년 6월 12일에 아이디어 페브릭스에 인수 되었으며, 이후 히어로엔진/ 히어로 클라우드를 상용화하였다.

## 특징
엔진의 특징은 클라우드 환경에서 작업된다는 것이다.
예를 들어 한 개발자는 집과 그안의 구조물들을 만드는 동안 다른 개발자는 그 주위의 배경과 같은 작업을 수행할 수 있고 이러한 개발 과정이 실시간으로 공유되며,
온라인 게임 개발에 필수 적인 게임서버와 클라이언트 엔진이 함께 제공되어,
개발 기간을 크게 단축시킬 수 있다는 장점이 있다.
시뮬레이션 엔진의 레더링 프로세스는 현재 단일 스레드만 지원하지만, 곧 멀티 스레드 또한 지원할 예정이다.

##### 히어로 블래이드
히어로 블레이드의 특징은 공동 프로젝트의 관리와 메모기능이다. 메모(주석) 기능은 다른 개발자들이 볼 수 있게 게임내의 단계 별로 삽입이 가능하며 이로 인해서 다른 개발자들에게 특정 메시지를 전달하는 것이 가능하다.

##### 기술
히어로엔진은 FMOD, 피직스 엑스, 스피드 트리, Wwise, 스켈일 폼, Vviox 등을 지원하며, 3D스튜디오 맥스와 마야 등의 플러그인을 제공한다.

## 한국진출
히어로엔진은 2013년 11월 히어로 코리아㈜를 설립하여 한국 게임시장에 진출 하였다.
이에 히어로 코리아는 히어로엔진에 대한 교육과 아시아 판권을 가지고 있으며,
한국 시장을 위한 히어로 클라우드의 모바일 버전을 개발 중이다.

## 히어로엔진을 사용하여 개발된 게임

##### 출시된게임
1. 팍시온(2011) - UTV Ignition Entertainment
2. 스타워즈: 구공화국(2011) – 바이오웨어
3. 엘더스크롤 온라인(2014) - 베네스다 소프트웍스

##### 개발 중인 게임
1. Hero’s journey – 본사 게임으로 개발단계에서 무산됨
2. Dominus – 피치블랙게임
3. The repopulation – 어보브앤 비욘드 테크놀로지스
4. Trials of Ascension – 포지드 카오스